# جولیوس سی. بوروس
جولیوس سیزر بوروس (به انگلیسی: Julius Caesar Burrows) سناتور سابق عضو حزب جمهوری‌خواه ایالات متحده آمریکا بود. وی در سال ۱۸۹۵ تا ۱۹۱۱ میلادی سناتور ایالت میشیگان در سنای ایالات متحده آمریکا بود.